# 寅次郎的故事29 紫阳花之恋
《寅次郎的故事29 紫阳花之恋》（日語：男はつらいよ 寅次郎あじさいの恋）是一部1982年上映的日本喜剧电影，亦是《寅次郎的故事系列》的第二十九部剧场版作品。由山田洋次导演，渥美清、倍赏千惠子、前田吟、下条正巳、三崎千惠子及石田亚由美等等主演。于1982年8月7日上映。

## 剧情简介
在鸭川的岸边加纳老人正为木屐带断了而犯愁，寅次郎刚好经过帮老人摆脱了困境也因此得到老人的欣赏，常常在国宝级陶艺家加纳老人的家中进出。
加纳老人家中有夫人、弟子以及女佣加贺莉。几年前，加贺莉的丈夫去世后，加贺莉将母亲和女儿留在了丹后半岛，单身到京都来打工。寅次郎与加贺莉关系很好。但是，原本要和加贺莉结婚的加纳老人的弟子和别的女人结婚了。加纳老人指责加贺莉那太过保守的性格，加贺莉一气回丹后半岛去了。
寅次郎从加纳老人那里听到了事情的经过后，一边旅行一边前往丹后半岛。被断崖绝壁围绕靠近水边的舟屋集落的小小建筑物中，寅次郎找到了加贺莉。对寅次郎的突然来访，加贺莉非常吃惊但同时也倍感欣慰。
夜里，寅次郎住在加贺莉的家中。第二天，寅次郎告别加贺莉的瞬间，突然陷入了热恋中。直接回到柴又的寅次郎委靡不振，大家都非常担心，却不知道这是爱的烦恼。
而此时，加贺莉却突然来访。受加纳老人的影响，从丹后半岛来到了东京，并递给寅次郎一封在镰仓的紫阳花寺会面的信。在盛开着紫阳花的寺中，加贺莉等待着寅次郎。却不想，寅次郎带着外甥满男来了。加贺莉无法掩盖失望的神色。而两人之间也无话可说。在京都时如此有趣而体贴的寅次郎，现在却无话可说。
加贺莉悟出了这次的会面是没有任何结果的。当天就坐新干线回去了。一直都是被甩的寅次郎，这次甩了加贺莉？不，不是这样，只是寅次郎没有用而已。

## 主要演员
- 车寅次郎：渥美清
- 诹访樱：倍赏千惠子
- 车龙造：下条正巳
- 车つね：三崎千惠子
- 诹访博：前田吟
- たこ社长：太宰久雄
- 源公：佐藤蛾次郎
- 御前样：笠智众
- 加贺莉母亲：杉山德子
- 同伴骗子：关敬六
- 蒲原：津嘉山正种
- はる：冈岛艳子
- 近藤：柄本明
- 加纳作次郎：片冈仁左卫门
- 加贺莉：石田亚由美
- 满男：吉冈秀隆
- 加贺莉的朋友：西川ひかる
- 出版关系的男人：园田裕久
- 学生1：牧野佐代子
- 学生2：户川京子
- 江之岛食堂女佣：谷よしの

## 奖项
该电影荣获第25届蓝丝带奖的3个奖项，包括最佳电影奖、最佳男主角奖和最佳男配角奖。而石田亚由美、柄本明及作曲家山本直纯在第6届日本电影金像奖之中，分别获得最佳女主角奖、最佳男配角奖及最佳原创音乐奖的提名奖项。以下是该电影所获的奖项：
- 第25届蓝丝带奖之最佳电影奖
- 第25届蓝丝带奖之最佳男主角奖／渥美清
- 第25届蓝丝带奖之最佳男配角奖／柄本明
- 第7届报知电影奖之最佳男配角奖／柄本明

### 英文
- . 英国电影协会.   [2014-03-04]. （原始内容存档于2012-10-17） （英语）.
- . Complete Index to World Film.   [2014-03-04]. （原始内容存档于2012-09-13） （英语）.
- 互联网电影数据库（IMDb）上《Otoko wa tsurai yo: Torajiro ajisai no koi (1982)》的资料（英文）
- Galbraith IV, Stuart. . DVD Talk. 2006-09-02  [2014-03-04]. （原始内容存档于2014-08-15） （英语）.

### 德文
- . www.molodezhnaja.ch.   [2014-03-04]. （原始内容存档于2013-05-20） （德语）.

### 日文
- . www.allcinema.net.   [2014-03-04]. （原始内容存档于2013-12-07） （日语）.
- . 日本电影院数据库（日本文化厅）.   [2014-03-04]. （原始内容存档于2014-03-06） （日语）. 外部链接存在于|publisher= (帮助)
- . 日本电影数据库.   [2014-03-04]. （原始内容存档于2014-03-06） （日语）.
- . 电影旬报.   [2014-03-04]. （原始内容存档于2012-03-09） （日语）.

### 中文
- . 豆瓣电影.   [2014-03-04]. （原始内容存档于2013-04-04）.